# Salisbury (Vermont)
Salisbury és una població dels Estats Units a l'estat de Vermont. Segons el cens del 2000 tenia 1.090 habitants.

## Demografia
Segons el cens del 2000, Salisbury tenia 1.090 habitants, 423 habitatges, i 302 famílies. La densitat de població era de 14,4 habitants per km².
Dels 423 habitatges en un 34,3% hi vivien nens de menys de 18 anys, en un 58,9% hi vivien parelles casades, en un 8,3% dones solteres, i en un 28,4% no eren unitats familiars. En el 22,9% dels habitatges hi vivien persones soles el 8% de les quals corresponia a persones de 65 anys o més que vivien soles. El nombre mitjà de persones vivint en cada habitatge era de 2,54 i el nombre mitjà de persones que vivien en cada família era de 2,96.
Per edats la població es repartia de la següent manera: un 25,6% tenia menys de 18 anys, un 6,1% entre 18 i 24, un 28,8% entre 25 i 44, un 27,2% de 45 a 60 i un 12,4% 65 anys o més.
L'edat mediana era de 39 anys. Per cada 100 dones de 18 o més anys hi havia 97,8 homes.
La renda mediana per habitatge era de 39.500 $ i la renda mediana per família de 45.455 $. Els homes tenien una renda mediana de 27.107 $ mentre que les dones 21.827 $. La renda per capita de la població era de 19.306 $. Entorn del 5,1% de les famílies i el 7,7% de la població estaven per davall del llindar de pobresa.